# مارك براون (ضابط)
مارك براون (بالإنجليزية: Mark Neil Brown )‏ (و. 1951  م) هو ضابط، ورائد فضاء، وطيار، وشخصية أعمال، ومهندس فضاء جوي أمريكي، ولد في فالبارايسو، ويحمل رتبة عسكرية عقيد.

## التعليم
تعلم في جامعة بيردو.

## الخدمة العسكرية
خدم في القوات الجوية الأمريكية.